# جون سالي
جون سالي (بالإنجليزية: John Salley)‏ مواليد 16 مايو 1964 في بروكلين، هو لاعب كرة سلة أمريكي سابق بدأ مسيرته الاحترافية في سنة 1986. يبلغ طوله 6 قدم 11 بوصة (2.1 م). اعتزل اللعب في 2000.

## فرق لعب لها
- ديترويت بيستونز
- ميامي هيت
- تورونتو رابتورز
- شيكاغو بولز
- لوس أنجلوس ليكرز

## روابط خارجية
- جون سالي على موقع IMDb (الإنجليزية)
- جون سالي على موقع ألو سيني (الفرنسية)
- جون سالي على موقع أول موفي (الإنجليزية)
- جون سالي على موقع قاعدة بيانات الفيلم (الإنجليزية)
- جون سالي على موقع كينوبويسك (الروسية)
- جون سالي على موقع إن بي أي (الإنجليزية)
- جون سالي على موقع سبورتس رفرنس (الإنجليزية)
- جون سالي على موقع كرة السلة الأوروبية.كوم (الإنجليزية)
- جون سالي على موقع كلية كرة السلة في سبورتس رفرنس.كوم (الإنجليزية)
- جون سالي على موقع ريلجم (الإنجليزية)
- جون سالي على موقع بروبوليرز (الإنجليزية)